# 網鱗巴傑加州黑頭魚
網鱗巴傑加州黑頭魚，為輻鰭魚綱黑头鱼目黑頭魚科的其中一種，為深海魚類，分布於西印度洋與大西洋海域，棲息深度0-2000公尺，體長可達21.6公分，棲息在中層水域，生活習性不明。

## 扩展阅读
維基物種上的相關：網鱗巴傑加州黑頭魚